# Distretto di Auraiya
Auraiya è un distretto dell'India di 1 179 496 abitanti. Capoluogo del distretto è Auraiya.